# Tiberiu Spârchez
Caius Tiberiu Spârchez (n. 23 februarie 1899, Zărnești – d. 4 iunie 1977 la Spitalul Clinic Fundeni) a fost un academician român, medic, membru corespondent (1963) al Academiei Române, creatorul școlii românești de gastroenterologie.
Între anii 1935 – 1943, Prof. Dr. Tiberiu Spârchez, alături de Prof. Dr. Gheorghe Popovici și Prof. Dr. Vitold Baroni, a condus prin suplinire catedra Facultății de Medicină a Univesității Daciei Superioare din Cluj.
În 1961 Prof. Spârchez a devenit primul președinte al Societății Române de Gastroenterologie, iar în 1963 a început să înființeze primele cursuri postuniversitare de Gastroenterologie în România.
În anul 1965 Prof. Spârchez, a pus bazele școlii românești de Gastroenterologie, înființând primul Centru de Gastroenterologie din România, la Spitalul „Grivița“.
În 1958 Societatea Mondială de Gastroenterologie a organizat la Washington primul Congres Mondial de Gastroenterologie. Cu acest prilej a avut loc și prima adunare generală a societăților naționale de specialitate, ocazie cu care profesorul Tiberiu Sparchez a înființat Societatea Română de Gastroenterologie, care avea ca obiectiv formarea specialiștilor în domeniu.
Tiberiu Spârchez este întemeietorul Fundației social culturale „Sfântul Nicolae” din Zărnești.

## Distincții
- Ordinul Muncii clasa a II-a (1 februarie 1958) „pentru conștiinciozitatea de care au dat dovadă în îndeplinirea sarcinilor de serviciu”[6]
- titlul de „Medic Emerit al Republicii Populare Romîne” (31 decembrie 1962) „pentru merite excepționale și realizări deosebite in domeniul ocrotirii sănătății oamenilor muncii”[7]
- Ordinul „Meritul Sanitar” clasa a II-a (8 aprilie 1970) „pentru merite deosebite în domeniul ocrotirii sănătății populației din țara noastră”[8]

## In memoriam
- În semn de prețuire, numele său a fost dat spitalului din Zărnești, în fața căruia este postat un bust al său.
- În anul 2011, pe fațada casei părintești din Zărnești, str. Mitropolit I. Mețianu nr. 23, a fost dezvelită o efigie realizată de sculptorul Belmeaga.[9]